# Boulder Island
Boulder Island är en ö i Kanada.   Den ligger i territoriet Nunavut, i den östra delen av landet, 2 300 km nordväst om huvudstaden Ottawa.